# Terroranschlag in Kabul am 23. Juli 2016
Bei dem Selbstmordanschlag in Kabul am 23. Juli 2016 auf einer friedlichen Demonstration der Minderheit der Hazara wurden 80 Menschen getötet und 231 verletzt. Zwei Attentäter der Terrororganisation des sogenannten Islamischen Staates (IS) sprengten sich auf einem Platz in Kabul inmitten der Demonstration in die Luft.

## Hintergrund
Die Hasara zählen rund drei Millionen Angehörige und sprechen eine persische Mundart. Sie sind im Gegensatz zur Mehrheit der afghanischen Bevölkerung (und auch der Taliban), die sunnitischen Glaubens ist, mehrheitlich Schiiten und gelten, wie alle schiitischen Glaubensrichtungen bei den sunnitischen IS-Terroristen als Ungläubige. Die Hasara leiden seit langem unter Diskriminierung und Verfolgung sowie wirtschaftlicher Benachteiligung.
Die Kämpfer des IS rekrutieren sich in Afghanistan vor allem aus den Reihen der alten Islamischen Bewegung Usbekistans (IMU). Sie haben ihren Schwerpunkt in Teilen der Provinz Nangahar, die zwischen der Hauptstadt Kabul und der Grenze zu Pakistan liegt, und stehen in Konkurrenz zu den Talibanmilizen, die sie bekämpfen.
Beobachter sehen angesichts der Bedrohung durch den IS eine zunehmende Verunsicherung bei den Hazara, die viele in die Flucht treiben werde. Die Volksgruppe stellte bereits 2015 einen großen Teil der aus Afghanistan kommenden Flüchtlinge in Europa.

## Anschlag
Am 23. Juli 2016 kam es zu einer Demonstration von Angehörigen der Hazara in Kabul, die von der Zentralregierung eine Überlandstromleitung durch ihre Heimatprovinz Bamiyan forderten. In dem Tausende Menschen umfassenden Demonstrationszug sprengten sich zwei Selbstmordattentäter in die Luft. Dabei wurden 80 Menschen getötet und 231 verletzt.
Ein dritter Selbstmordattentäter wurde von Sicherheitskräften erschossen.
Aus afghanischen Sicherheitskreisen wurde mitgeteilt, dass ein IS-Kommandeur aus der Provinz Nangahar, der Nachbarprovinz von Bamiyan, den Anschlag angeordnet habe.

## Reaktionen
Der iranische Außenminister Mohammed Dschawad Sarif verurteilte den Anschlag und erklärte, dass „das terroristische Attentat in Afghanistan […] ein neuer Akt der Barbarei von Daesch“ sei. Er rief zur Einheit der Konfessionen auf. Schiiten und Sunniten müssten sich vereinen, um die Extremisten zu besiegen. Der afghanische Präsident Aschraf Ghani erklärte in einer Fernsehansprache den folgenden Tag zum nationalen Trauertag und drohte den Verursachern des Anschlags mit Vergeltung.